# Punta
Punta ist der Name einer Musiktradition, besonders in Belize sowie Honduras und El Salvador sowie eines Tanzes der Garifuna.

## Musik
Die heutige Variante des Punta, Punta Rock, geht in Teilen auf den Punta-Tanz der Garifuna zurück. Punta Rock wurde 1978 erstmals einer internationalen Öffentlichkeit bekannt, als Pen Cayetano mit der Turtle Shell Band traditionelle Garifuna-Instrumente wie Garawon (Trommel), Rasseln und Schildkrötenpanzer mit modernen elektronischen Instrumenten mixte. Pen Cayetanos Lieder brachten dabei die politischen, sozialen, wirtschaftlichen Probleme und Interessen der Garifuna in Belize zum Ausdruck und trugen zum Wiedererstarken des Selbstbewusstseins der Garifuna bei. Heutige Punta-Musik wird zuweilen um weitere Instrumente ergänzt – wie etwa Piano oder Saiteninstrumente.

## Tanz
Der Puntatanz ist ursprünglich ein Fruchtbarkeitstanz indianischer (karibischer) oder westafrikanischer Herkunft. Die Punta ist ein Kreistanz mit binärem Rhythmus. Dieser Rhythmus zeigt große Ähnlichkeit mit dem Bunda der westafrikanischen Mande. In der Mitte des Tanzkreises bewegen sich ein Mann und eine Frau, während die übrigen Teilnehmer dazu singen und in die Hände klatschen. Der Punta-Tanz ist auch unter dem Namen kuliao (von Spanisch culeado) bekannt. Ein anderer Tanz der Garifuna in Belize ist der yankunu, der an Heiligabend getanzt wird. Die warini, maskierte Teilnehmer, tanzen den yankunu unter Trommelbegleitung und werben dabei in Straßen und Häusern Geschenke ein.